# Koen Schoots
Koen Schoots (Veghel, 1960) is een Nederlands dirigent die woont en werkzaam is in Spanje.
Schoots volgde na zijn middelbareschoolopleiding aan het Bisschoppelijk College SGM te Weert zijn muziekopleiding aan het conservatorium van Maastricht waar hij eind jaren zeventig operadirectie, piano en zang studeerde. Hij woont in Oostenrijk en werkt als dirigent in Duitsland, Oostenrijk en Zwitserland. Hij dirigeert vooral musicals, opera's en operettes. Schoots werkte als dirigent verbonden aan verschillende operagezelschappen in Oostenrijk (Linz en Klagenfurt) en Duitsland (Darmstadt, Wiesbaden en Gelsenkirchen). In 1992 was hij de dirigent van de Duitse productie van de musical Cats in Hamburg. In 1999 opende hij het Musical Theater in Bremen met Jekyll & Hyde. In 2006 was hij de dirigent van de musical The Seduction of Sheila Valentine in New Jersey met in de hoofdrol Linda Eder. Eind 2009 werd hij benoemd tot Musikdirektor Vereinigte Bühnen Wien en chef-dirigent van de Opernfestspiele St. Margarethen.
Schoots heeft uit zijn huwelijk met de Oostenrijkse musicalster Susanne Dengler een zoon, Leonard Schoots en een dochter ( Laura Schoots) . Hij is momenteel getrouwd met de Amerikaanse zangeres Colleen Besett en heeft in totaal drie kinderen.

## Plaatopnamen als dirigent
- Buddy, musical, original Hamburg cast recording, Columbia Records 1994
- Buddy, musical, 1998 Hamburg cast recording, Columbia Records 1998
- Jekyll and Hyde, musical, original German cast recording, Polydor Records 547 607-2, 1999
- The Musicals of Kunze & Levay, volume 1 SOMCD003, 2002
- The Musicals of Kunze & Levay, volume 2 SOMCD003, 2004
- The Scarlet Pimpernel - Deutsche original aufnahme, musical, SOMCD006, 2003
- Romeo und Julia - Deutsche original aufnahme, musical, SOMCD011, 2004
- The Musicals of Jim Steinman, SOMCD012, 2004
- Der Kleiner Horrorlanden, Schweizer cast, musical, cd, 2005
- Die Zauberflote, dvd, Opernfestspiele St. Margarethen, 2006
- "The Count of Monte Cristo", cd, Original Cast, USA, 2008
- "Rudolf - Affaire Mayerling", cd, Vereinigte Buehnen Wien, 2009
- "Rudolf - Affaire Mayerling", dvd, Vereinigte Buehnen Wien, 2009
- "Der Graf von Monte Christo", cd, Schweizer Cast, 2009
- "Rigoletto", cd, Opernfestspiele St. Margarethen, 2009
- "Rigoletto", dvd, Opernfestspiele St. Margarethen, 2009